# 愛詞
《愛詞》，日本女歌手中島美嘉的第37張單曲。2013年5月22日發行。

## 概述
- 距離前作「初戀」約5個月的新作，2013年首張單曲。
- 標題曲為知名創作歌手中島美雪與中島美嘉本人詳細對談，並參考她出道至今的演藝活動後，為她量身訂做的復古曲子[1]。
- 音樂錄像帶迎來品川祐執導，拍攝中島於火花跟雨中優美的姿態[2][3]。
- 本作標題曲於發售前獲得有線點播排行榜的冠軍位置[4]。
- 歌曲正式發售前中島於本人的全國巡迴演唱會「中島美嘉 LIVE IS "REAL" 2013 ～THE LETTER 想傳達給你～」演唱了標題曲[5]。
- 5月23日於大阪FESTIVAL HALL舉行的「中島美雪『緣會』2012～3」追加公演中作為特別嘉賓跟中島美雪合唱了標題曲[6]。

## 收錄曲

### CD
1. 愛詞
  - 作詞・作曲：中島美雪／編曲：瀨尾一三
  - 動畫「宇宙戰艦大和號2199」片尾曲
2. MISSING YOU
  - 作詞：中島美嘉／作曲：百田留衣／編曲：飛內將大
3. 初戀 -acoustic ver.-
  - 作詞・作曲：三橋隆幸／編曲：Ryosuke“Dr．R”Sakai
4. 愛詞 -Instrumental-

### DVD
※ 初回生産盤限定
- 愛詞 (Music Video)

## 資料來源
1. ↑  . SONY MUSIC （中文）.[永久]
2. ↑  . 東方日報. 2013-04-19  [2013-04-19]. （原始内容存档于2013-10-02） （中文）.
3. ↑  . MUSIC LOUNCE. 2013-04-18  [2013-04-18]. （原始内容存档于2016-03-04） （日语）.
4. ↑  . billboard JAPAN. 2013-05-01  [2013-05-01]. （原始内容存档于2013-05-03） （日语）.
5. ↑  . 娛樂蘋台. 2013-05-12  [2013-05-12] （中文）.
6. ↑  . Ameba. 2013-05-25  [2013-05-25]. （原始内容存档于2013-10-02） （日语）.